# 帯広市立啓西小学校
帯広市立啓西小学校（おびひろしりつ けいせいしょうがっこう）は、北海道帯広市柏林台中町四丁目にある公立小学校。

## 沿革

### 年表
- 1966年（昭和41年）12月1日 - 帯広市立帯広小学校、帯広市立緑丘小学校から分離し開校。
- 1979年（昭和54年）4月1日 - 帯広市立広陽小学校を分離。

## 教育方針

### 校訓
どんどん（活動する子） わくわく（感動する子） いきいき（表現する子）

### 学校教育目標
1. 進んで学び 心やさしく 元気な子

## 進学先中学校
- 帯広市立西陵中学校
- 帯広市立帯広第五中学校